# Nicole Azzopardi
Nicole Azzopardi (Mosta, 26 december 1996) is een Maltese zangeres.

## Biografie
Azzopardi reisde al op zeer jonge leeftijd Europa rond om deel te nemen aan internationale zangwedstrijden. In 2004, op zevenjarige leeftijd, werd ze tweede op het songfestival Verdinote (ook in Italië), waar ze Sorridi zong. Een jaar later werd ze tweede op het festival Ti Amo in Roemenië, met Sono troppo birichina. In november 2006 nam ze deel aan Zecchino d'Oro in Italië, waar ze La dottoressa Lulù zong. Haar grootste overwinning tot nog toe was die op Tralcio d'Oro met het lied Che frana.
In 2007 trachtte Azzopardi haar land te vertegenwoordigen op het Junior Eurovisiesongfestival. Ze nam deel aan de nationale preselectie Maltese National Junior Song For Europe met het lied Life is a playground. Hiermee eindigde ze echter als negende. In 2008 waagde ze een nieuwe poging, dit keer met twee liedjes: Once upon a time en Good times. Opnieuw werd ze negende. Weer een jaar later, in 2009, probeerde ze het nogmaals. Wederom zonder succes; ze werd vijfde met het nummer Fun, fun, fun. In 2010, bij haar vierde deelname, was het uiteindelijk raak. Ze won de Maltese voorronde met het nummer Knock knock, boom boom, gezongen in het Engels en het Maltees. Ze mocht daarmee Malta vertegenwoordigen op het Junior Eurovisiesongfestival 2010 in de Wit-Russische hoofdstad Minsk. Hier eindigde ze op de 13e plaats met 35 punten.
In 2022 nam Azzopardi deel aan Malta Eurovision Song Contest, de Maltese preselectie voor het Eurovisiesongfestival. Met het nummer Into the Fire werd ze derde, achter Emma Muscat en Aidan. 
Azzopardi spreekt vier talen: Maltees, Engels, Frans en Italiaans.
2003: Sarah Harrison · 
2004: Young Talent Team · 
2005: Thea & Friends · 
2006: Sophie Debattista · 
2007: Cute · 
2008: Daniel Testa · 
2009: Francesca & Mikaela · 
2010: Nicole · 
2013: Gaia Cauchi · 
2014: Federica Falzon · 
2015: Destiny Chukunyere · 
2016: Christina Magrin · 
2017: Gianluca Cilia · 
2018: Ela Mangion · 
2019: Eliana Gomez Blanco · 
2020: Chanel Monseigneur · 
2021: Ike & Kaya · 
2022: Gaia Gambuzza · 
2023: Yulan Law